# Halogensauerstoffsäuren
Halogensauerstoffsäuren (auch Halogenoxosäuren) sind eine chemische Stoffgruppe von anorganischen Säuren, die aus Wasserstoff H, einem Halogen „X“ und Sauerstoff O zusammengesetzt sind. Die Beteiligung von Sauerstoff an der chemischen Verbindung unterscheidet sie von der Stoffgruppe der Halogenwasserstoffe, deren Lösungen in Wasser Halogenwasserstoffsäuren genannt werden.

## Summenformel, Untergliederung
Halogensauerstoffsäuren besitzen die allgemeine Summenformel HXOn (X = F, Cl, Br, I, At; n = 1, 2, 3, 4). Beim Fluor kommt nur eine Halogensauerstoffsäure mit n = 1 vor (Hypofluorige Säure). Beim Iod (und wahrscheinlich auch Astat) existieren in der höchsten Oxidationsstufe +7 weitere Summenformeltypen, bedeutsam ist insbesondere die „wasserreichere“ Orthoperiodsäure H5IO6. Die folgende Tabelle zeigt eine Einteilung der Halogensauerstoffsäuren und ihrer Salze in Untergruppen anhand der Oxidationsstufe des Halogens bzw. (damit korrespondierend) des Summenformeltyps:
| Oxidations- stufe des Halogens X | Säuren                                  | Säuren            | Salze                         | Salze                 |
| Oxidations- stufe des Halogens X | Name (a)                                | Summen- formeltyp | Name                          | Summen- formeltyp (b) |
| -------------------------------- | --------------------------------------- | ----------------- | ----------------------------- | --------------------- |
| +1 (c)                           | Hypohalogenige Säuren Halogen(I)-säuren | HXO               | Hypohalogenite Halogenate(I)  | MXO                   |
| +3                               | Halogenige Säuren Halogen(III)-säuren   | HXO2              | Halogenite Halogenate(III)    | MXO2                  |
| +5                               | Halogensäuren Halogen(V)-säuren         | HXO3              | Halogenate Halogenate(V)      | MXO3                  |
| +7                               | Perhalogensäuren Halogen(VII)-säuren    | HXO4 (d)          | Perhalogenate Halogenate(VII) | MXO4 (d)              |

## Auftreten
Als Reinstoffe isoliert werden konnten bisher lediglich die Hypofluorige Säure HOF (bei tiefen Temperaturen), die Perchlorsäure HClO4, die Iodsäure HIO3, die Metaperiodsäure HIO4 sowie die Orthoperiodsäure H5IO6; eine früher als Triperiodsäure H7I3O14 aufgefasste Substanz ist ein Cokristallisat der beiden letztgenannten Periodsäuren (2 HIO4 · H5IO6). Die übrigen Halogensauerstoffsäuren sind nur in wässriger Lösung und/oder in Form ihrer Salze bekannt, HClO, HClO4, HBrO, HBrO4, HIO3 und HIO4 zudem auch in der Gasphase.
Beim radioaktiven Astat sind nur Untersuchungen mit Spurenmengen möglich. Das im Periodensystem in der Halogengruppe (7. Hauptgruppe bzw. 17. IUPAC-Gruppe) unterhalb des Astats in der 7. Periode stehende Element mit der Ordnungszahl 117, Tenness Ts, ist erst seit seiner erstmaligen künstlichen Erzeugung im Jahr 2010 bekannt. Es wurde bislang nur in Mengen von wenigen Atomen generiert/detektiert, welche zudem radioaktiv mit sehr kurzen Halbwertszeiten waren, sodass zu seiner Chemie noch keine gesicherten Informationen vorliegen.

## Übersichtstabelle
Die folgende Übersichtstabelle listet die bekannten bzw. postulierten Halogensauerstoffsäuren und die entsprechenden abgeleiteten Salze/Anionen auf, geordnet nach den Halogenen:
| Oxidations- stufe des Halogens | Säuren                     | Säuren                | Säuren                               | Salze                 | Salze                        |
| Oxidations- stufe des Halogens | Name                       | Summen- formel        | Säure- konstante (pKS)               | Name                  | Summen- formel des Anions    |
| Fluorsauerstoffsäuren          | Fluorsauerstoffsäuren      | Fluorsauerstoffsäuren | Fluorsauerstoffsäuren                | Fluorsauerstoffsäuren | Fluorsauerstoffsäuren        |
| ------------------------------ | -------------------------- | --------------------- | ------------------------------------ | --------------------- | ---------------------------- |
| −1                             | Hypofluorige Säure (a)     | HOF                   | ?                                    | Hypofluorite (e)      | FO−                          |
| Chlorsauerstoffsäuren          |                            |                       |                                      |                       |                              |
| +1                             | Hypochlorige Säure (b) (c) | HClO                  | 7,54                                 | Hypochlorite (a)      | ClO−                         |
| +3                             | Chlorige Säure (b)         | HClO2                 | 1,97                                 | Chlorite (a)          | ClO2−                        |
| +5                             | Chlorsäure (b)             | HClO3                 | −2,7                                 | Chlorate (a)          | ClO3−                        |
| +7                             | Perchlorsäure (a) (c)      | HClO4                 | −10                                  | Perchlorate (a)       | ClO4−                        |
| Bromsauerstoffsäuren           |                            |                       |                                      |                       |                              |
| +1                             | Hypobromige Säure (b) (c)  | HBrO                  | 7,69                                 | Hypobromite (a)       | BrO−                         |
| +3                             | Bromige Säure (b)          | HBrO2                 | ?                                    | Bromite (a)           | BrO2−                        |
| +5                             | Bromsäure (b)              | HBrO3                 | ca. 0                                | Bromate (a)           | BrO3−                        |
| +7                             | Perbromsäure (b) (c)       | HBrO4                 | ?                                    | Perbromate (a)        | BrO4−                        |
| Iodsauerstoffsäuren            |                            |                       |                                      |                       |                              |
| +1                             | Hypoiodige Säure (b)       | HIO                   | 10,64                                | Hypoiodite (b)        | IO−                          |
| +3                             | Iodige Säure (b)           | HIO2                  | ?                                    | Iodite (b)            | IO2−                         |
| +5                             | Iodsäure (a) (c)           | HIO3                  | 0,804                                | Iodate (a)            | IO3−                         |
| +7                             | Metaperiodsäure (a) (c)    | HIO4                  | ?                                    | Metaperiodate (a)     | IO4−                         |
| +7                             | Mesoperiodsäure (d)        | H3IO5                 | ?                                    | Mesoperiodate (a)     | IO53−                        |
| +7                             | Orthoperiodsäure (a)       | H5IO6                 | pKS1 = 3,29 pKS2 = 8,31 pKS3 = 11,60 | Orthoperiodate (a)    | H5−nIO6n− (n = 1, 2, 3, 5)   |
| +7                             | Metadiperiodsäure (d)      | H4I2O9                | ?                                    | Metadiperiodate (a)   | I2O94−                       |
| +7                             | Mesodiperiodsäure (d)      | H6I2O10               | ?                                    | Mesodiperiodate (a)   | H6−nI2O10n− (n = 3, 4, 5, 6) |
| +7                             | Orthodiperiodsäure (e)     | H8I2O11               | ?                                    | Orthodiperiodate (e)  | H8−nI2O11n−                  |
| Astatsauerstoffsäuren          |                            |                       |                                      |                       |                              |
| +1                             | Hypoastatige Säure (f)     | HAtO                  | ?                                    | Hypoastatite (f)      | AtO−                         |
| +3                             | Astatige Säure (f)         | HAtO2                 | ?                                    | Astatite (f)          | AtO2−                        |
| +5                             | Astatsäure (f)             | HAtO3                 | ?                                    | Astatate (f)          | AtO3−                        |
| +7                             | Perastatsäure (f)          | HAtO4 / H5AtO6?       | ?                                    | Perastatate (f)       | AtO4− / H5−nAtO6n−?          |

| (a) Als Reinstoffe isolierbar. (c) Auch in der Gasphase bekannt. (e) Noch unbekannt. | (b) In wässriger Lösung bekannt. (d) Nur in Form der Salze bekannt. (f) Nur Experimente mit Spurenmengen; tatsächlich vorliegende Spezies teilweise unsicher. |

## Strukturen
In den Molekülen aller Halogensauerstoffsäuren ist der als Proton abdissoziierbare Wasserstoff H stets nicht direkt, sondern über ein Sauerstoffatom O an das zentrale Halogenatom X gebunden, sodass die Summenformelschreibweise HXOn gelegentlich zu HOXOn−1 modifiziert wird, um die Molekülkonstitution etwas besser zum Ausdruck zu bringen. Hierbei sind die H–O–X-Gruppierungen gewinkelt, beispielsweise betragen bei den Hypohalogenigen Säuren die Bindungswinkel 97,2° (HOF), 103° (HOCl) und 110° (HOBr). Entsprechend dem VSEPR-Modell sind auch die O–X–O-Einheiten in den Halogenigen Säuren/Halogeniten gewinkelt, die XO3-Einheiten in den Halogensäuren/Halogenaten sind trigonal-pyramidal und die XO4-Einheiten in den Perhalogensäuren/Perhalogenaten sind tetraedrisch. In festen Mesoperiodaten befinden sich quadratisch-pyramidale IO5-Einheiten, in Orthoperiodsäure/Orthoperiodaten oktaedrische IO6-Einheiten. Zwei über eine gemeinsame Fläche, Kante bzw. Ecke verknüpfte IO6-Oktaeder liegen in den festen Metadiperiodaten, Mesodiperiodaten bzw. (noch hypothetischen) Orthodiperiodaten vor. Die feste Metaperiodsäure HIO4 ist polymer aufgebaut („Polyperiodsäure“ (HIO4)x) aus verzerrten IO6-Oktaedern, die jeweils mit zwei IO6-Nachbaroktaedern versetzt kantenverknüpft sind und so Ketten bilden.

## Säure-Base-Eigenschaften
Die Säurestärke der Halogensauerstoffsäuren (HXOn → H+ + XOn−) zeigt folgende Trends: Sie nimmt zu mit steigender Anzahl n der Sauerstoffatome (beispielsweise ist Chlorige Säure HClO2 eine stärkere Säure als Hypochlorige Säure HClO) und von unten nach oben in der Halogengruppe, also von den schwereren zu den leichteren Halogenen (beispielsweise wächst die Säurestärke von der Iodsäure HIO3 über die Bromsäure HBrO3 zur Chlorsäure HClO3). Dementsprechend ist die Perchlorsäure HClO4 die stärkste Säure. Die Basizität der Halogensauerstoffsäuren (HXOn + H+ → H2XOn+) folgt einem gegenläufigen Trend, ist aber insgesamt nur sehr schwach ausgeprägt. In den reinen Säuren tritt in geringem Ausmaß Autoprotolyse (2 HXOn → H2XOn+ + XOn−) auf.

## Redox-Eigenschaften
Die Redoxpotentiale der Halogensauerstoffsäuren bzw. ihrer korrespondierenden Oxoanionen sind pH-Wert-abhängig: In saurer Lösung weisen sie durchgängig hohe positive Werte auf (→ starke Oxidationsmittel); die höchsten Normalpotentiale bei pH = 0 besitzen Perbromsäure und Perastatsäure mit ≥ +1,85 V (bezogen auf eine Reduktion zur Stufe der Bromsäure bzw. Astatsäure). Mit zunehmendem pH-Wert nehmen die Redoxpotentiale zwar ab, sind aber auch in stark alkalischer Lösung bei pH = 14 noch positiv, sodass auch hier noch oxidierende Wirkung vorhanden ist. Zugleich aber sind die Halogensauerstoffsäuren bzw. ihre korrespondierenden Oxoanionen – bei einer Oxidationsstufe des Halogens kleiner als +7 – prinzipiell Redoxamphotere, das heißt, sie können gegenüber stärkeren Oxidationsmitteln auch als Reduktionsmittel auftreten. Daher sind in Abhängigkeit vom pH-Wert zudem Disproportionierungsreaktionen bzw. Komproportionierungsreaktionen möglich.

## Darstellung
Für die Darstellung der Halogensauerstoffsäuren bzw. ihrer Salze existieren verschiedene Wege, unter anderem:
- Disproportionierungsreaktionen, beispielsweise die Disproportionierung elementarer Halogene (Oxidationsstufe 0) in wässriger Lösung zu Halogenwasserstoffsäuren/Halogeniden (Oxidationsstufe −1) und Hypohalogenigen Säuren/Hypohalogeniten (Oxidationsstufe +1), eine günstige Beeinflussung des Reaktionsgleichgewichts kann durch Arbeiten in alkalischer Lösung oder Abfangen der Halogenwasserstoffsäure mit Quecksilber(II)-oxid HgO erfolgen. Die erzeugten Hypohalogenigen Säuren/Hypohalogenite (Oxidationsstufe +1) können ihrerseits disproportionieren (begünstigt durch Temperaturerhöhung) zu Halogenwasserstoffsäuren/Halogeniden (Oxidationsstufe −1) und Halogensäuren/Halogenaten (Oxidationsstufe +5).
- Komproportionierungsreaktionen, beispielsweise von Bromid Br− (Oxidationsstufe −1) und Bromat BrO3− (Oxidationsstufe +5) zu Bromit BrO2− (Oxidationsstufe +3) in Form einer Festkörperreaktion der Lithium-Salze bei erhöhter Temperatur.
- Oxidationen bzw. Reduktionen von Halogeniden, Halogenen, anderen Halogensauerstoffsäuren bzw. ihren korrespondierenden Oxoanionen sowie Halogenoxiden mit chemischen Oxidations- bzw. Reduktionsmitteln oder elektrolytisch, beispielsweise die Reduktion von Chlordioxid ClO2 (Oxidationsstufe +4) mit Wasserstoffperoxid H2O2 in alkalischer Lösung zu Chloriten (Oxidationsstufe +3) oder die anodische Oxidation von Chloraten (Oxidationsstufe +5) zu Perchloraten (Oxidationsstufe +7).
- Hydrolyse von Halogenoxiden, beispielsweise von Dichlormonoxid Cl2O zu Hypochloriger Säure/Hypochloriten.
- Hydrolyse von Interhalogenverbindungen, beispielsweise von Bromfluorid BrF zu Hypobromiger Säure/Hypobromiten und Flusssäure/Fluoriden.
- Darstellung reiner Lösungen von Halogensauerstoffsäuren durch Umsetzung ihrer Barium-Salze mit Schwefelsäure (Nebenprodukt Bariumsulfat fällt als in Wasser nahezu unlöslicher Feststoff aus und kann daher leicht abgetrennt werden).

Wichtige technische Produkte sind vor allem wässrige Lösungen von Hypochloriger Säure HClO und Perchlorsäure HClO4 sowie Hypochlorite, Chlorite, Chlorate, Perchlorate, Bromate und Periodate als feste Salze.